# 위상수학자의 사인 곡선

위상수학자의 사인 곡선

일반위상수학에서 위상수학자의 사인 곡선(영어: topologist’s sine curve)은 일반위상수학의 많은 문제의 반례가 되는 위상 공간이다.

## 정의
평면의 부분집합 {\displaystyle S}를 다음과 같이 정의하자.
{\displaystyle S=\left\{\left(x,\sin \left({\frac {1}{x}}\right)\right)\colon 0<x\leq 1\right\}\subseteq \mathbb {R} ^{2}}
위상수학자의 사인 곡선은 집합 {\displaystyle S}의 {\displaystyle \mathbb {R} ^{2}}에서의 폐포
{\displaystyle \operatorname {cl} S=S\cup \{(0,y)\colon y\in [-1,1]\}}
이다.

## 성질
위상수학자의 사인 곡선 {\displaystyle \operatorname {cl} S}는 다음 성질들을 만족시킨다.
- 연결 공간이다.
- 국소 연결 공간이 아니다.
- 2개의 경로 연결 성분 {\displaystyle S}와 {\displaystyle \{(0,y)\colon y\in [-1,1]\}}을 갖는다.

위상 공간 {\displaystyle S\cup \{(0,0)\}}은 다음 성질들을 만족시킨다.:137
- 국소 콤팩트 공간이 아니다.
  - {\displaystyle (0,0)\in S}는 콤팩트 근방이 없다.
- 국소 콤팩트 공간의 연속 함수에 대한 상이다.
  - 구체적으로, {\displaystyle \{-1\}\cup (0,1]\to S\cup \{(0,0)\}}, {\displaystyle -1\mapsto (0,0)}, {\displaystyle x\mapsto (x,\sin(1/x))} ({\displaystyle \forall x\in (0,1]})은 전사 연속 함수이며, {\displaystyle \{-1\}\cup (0,1]}은 국소 콤팩트 공간이다.
- 연결 공간이다.
- 국소 연결 공간이 아니다.
- 2개의 경로 연결 성분 {\displaystyle S}와 {\displaystyle \{(0,0)\}}을 갖는다.

위상 공간
{\displaystyle \operatorname {cl} S\cup \{(x,1)\colon 0\leq x\leq 1\}}
은 다음 성질들을 만족시킨다.:137
- 호 연결 공간이다.
- 국소 연결 공간이 아니다.

## 참고 문헌
1. 1 2  Steen, Lynn Arthur; Seebach, J. Arthur Jr. (1978) [1970]. 《Counterexamples in Topology》 (영어) 2판. New York, NY: Springer-Verlag. doi:10.1007/978-1-4612-6290-9. ISBN 978-0-387-90312-5. MR 507446. Zbl 0386.54001.

- Munkres, James R. (2000). 《Topology》 (영어) 2판. Prentice Hall. ISBN 978-0-13-181629-9. MR 0464128. Zbl 0951.54001.